# Joan Martí Bennassar
Bennassar  Rosselló est un nom espagnol. Le premier nom de famille, en général paternel, est Bennassar ; le second, en général maternel, souvent omis, est Rosselló.
Joan Martí Bennassar Rosselló (né le 30 mai 1999 à Palma de Majorque) est un coureur cycliste espagnol. Il participe à des compétitions sur route et sur piste,.

## Biographie

### Carrière amateur
Originaire de Palma de Majorque (Îles Baléares), Joan Martí Bennassar passe son enfance dans la localité de Marratxí. Son petit frère Francesc est lui aussi coureur cycliste. 
En 2013, il s'impose sur le contre-la-montre par équipes des championnats d'Espagne scolaires, avec son comité régional. Deux ans plus tard, il devient champion des îles Baléares du contre-la-montre dans la catégorie cadets (moins de 19 ans). Il est également sélectionné en équipe d'Espagne pour participer au Festival olympique de la jeunesse européenne, son premier grand événement international.
En 2016, il intègre l'équipe de la Fondation Contador, montée à l'initiative du champion espagnol Alberto Contador. Au mois de mars, il est sacré champion d'Espagne de poursuite individuelle à Valence, chez les juniors (moins de 19 ans). L'année suivante, il devient champion d'Espagne de poursuite par équipes, sous les couleurs de son comité régional. Il se classe ensuite troisième du championnat d'Espagne du contre-la-montre en 2018 et 2019 dans la catégorie espoirs (moins de 23 ans). Il court alors dans la réserve de l'équipe Kometa, qui a été créée à l'initiative de la Fondation Contador. 
En 2020, il remporte le championnat des îles Baléares du contre-la-montre (élites) et une étape du Tour de Valence. Lors de la saison 2021, il termine troisième du Circuito Guadiana, manche de la Coupe d'Espagne amateurs. Il n'est toutefois pas recruté par les dirigeants d'Eolo-Kometa.

### Carrière professionnelle
Joan Martí Bennassar passe finalement professionnel en 2022 au sein de la Manuela Fundación. Sa nouvelle équipe connait cependant de graves problèmes financiers dès le mois de mars. Il ne dispute que seize courses dans le calendrier de l'UCI, sans obtenir de résultats notables. Il devient toutefois triple champion d'Espagne sur piste, en poursuite individuelle, en poursuite par équipes et dans la course aux points. En fin d'année, la Manuela Fundación est dissoute. 
Il retrouve un contrat en 2023 au sein de la formation espagnole Electro Hiper Europa, qui évolue elle aussi au niveau continental.

## Palmarès sur route

### Par année
| - 2018 - 3e du championnat d'Espagne du contre-la-montre espoirs - 2019 - Trofeu Ajuntament d´Alaró - 3e du championnat d'Espagne du contre-la-montre espoirs - 2020 - Champion des Baléares du contre-la-montre - 4e étape du Tour de Valence - 2021 - 3e du Circuito Guadiana - 2022 - Champion des Baléares du contre-la-montre - 2023 - 2e du championnat des Baléares du contre-la-montre | - 2024 - Champion des Baléares sur route - Mémorial Federico Martín Bahamontes - Trofeu Santa Anneta - Trofeu Sant Bartomeu - Trofeu Santa Tecla - 2e du championnat des Baléares du contre-la-montre - 3e du championnat d'Espagne du contre-la-montre amateurs - 2025 - Champion des Baléares sur route - Champion des Baléares du contre-la-montre - Trofeu Festes d'Agost de Campos - 2e du Mémorial Manuel Sanroma - 2e du Trofeu Joan Escolà |  |

### Classements mondiaux
| Année           | 2018   |
| --------------- | ------ |
| UCI Europe Tour | 1 443e |

## Palmarès sur piste

### Championnats d'Europe
| Édition / Épreuve | Poursuite individuelle | Poursuite par équipes |
| Granges 2023      | 22e                    | 9e                    |

### Championnats nationaux
| - 2015 - Champion d'Espagne de poursuite cadets - 2016 - Champion d'Espagne de poursuite juniors - 2017 - Champion d'Espagne de poursuite par équipes - Champion d'Espagne de poursuite juniors - 2020 - Champion d'Espagne de course aux points espoirs - 3e du championnat d'Espagne de course aux points - 2021 - 3e du championnat d'Espagne de vitesse par équipes | - 2022 - Champion d'Espagne de poursuite - Champion d'Espagne de poursuite par équipes - Champion d'Espagne de course aux points - 2023 - Champion d'Espagne de poursuite - Champion d'Espagne de poursuite par équipes - 2024 - Champion d'Espagne de poursuite par équipes - 3e du championnat d'Espagne de l'élimination |  |